# Suličasti žabočun
Suličasti žabočun (Suličastolisni žabočun, suličastolistni porečnik, lat. Alisma lanceolatum), vodena trajnica iz porodice žabočunovki raširena po velikim dijelovima Euroazije i sjeverne Afrike.. U Hrvatskoj je uz travoliki i obični jedna od tri vrste žabočuna.
Ovo je višegodišnja biljka koja raste iz kaudeksa u vodi ili blatu koja obično doseže visinu od oko 0,7 metara. Na dugim peteljkama stvara kopljaste listove duge 12 do 20 centimetara i široke 4; listovi koji ostaju potopljeni u vodi su manji i manje istaknuti s žilama. Cvat je uglavnom uspravan i visok do pola metra.
Proizvodi široku lepezu malih ružičasto-ljubičastih cvjetova s tri latice koji se otvaraju ujutro, od lipnja do kolovoza. Plod je sićušna koštica duga do 2 do 3 milimetra skupljena u skupni plod. Sjemenke su crvenkasto-smeđe i dugačke oko 1,5 milimetara.

## Galerija
- Alisma lanceolatum
- Alisma lanceolatum
- Alisma lanceolatum